# Isopropílico
Isopropilo es un propilo con un grupo unido al carbono secundario, en la química orgánica. Es visto como un grupo funcional, por tanto, un isopropilo es un compuesto orgánico con un grupo propilo unido en su enlace carbono. El secundario está en el carbono medio.
En la nomenclatura IUPAC del grupo isopropilo se denota con el sufijo propan-2-ilo. Por ejemplo, acetato de isopropilo se denomina acetato propan-2-ilo.